# Kryptowert
Als Kryptowerte oder Krypto-Assets werden Werte bezeichnet, die „dezentral“ organisiert durch Blockchains (Technik der verteilten Kassenbücher) abgebildet werden. Darunter fallen Kryptowährungen und andere digitale Token (wie Security Token bzw. digitale Wertpapiere). Dezentralität ist dabei ein schwierig zu bestimmender Begriff, der organisatorisch von einer vollständig Open-Source-basierten Community bis hin zu einer formalistischen Organisationsstruktur in Unternehmensformen reicht. Popularität erlangten Kryptowerte mit der Verbreitung von Bitcoin, der Anlegern vornehmlich als Wertaufbewahrungsmittel dient. 

## Definition im Kreditwesengesetz
Gesetzlich definiert ist der Ausdruck Kryptowert seit dem 29. November 2019 mit dem Beschluss des Gesetzes zur Umsetzung der Änderungsrichtlinie zur Vierten EU-Geldwäscherichtlinie des Bundesrats. Wesentlicher regulatorischer Ausgangspunkt in Deutschland war die Umsetzung der Änderungsrichtlinie zur Vierten EU-Geldwäscherichtlinie, doch anstatt den Kreis der Verpflichteten in § 2 GWG expressis verbis um Betreiber von Handelsplattformen sowie sog. Verwahrern von Kryptowährungen zu erweitern, ging der deutsche Gesetzgeber einen Schritt weiter: Er ergänzte nämlich das Kreditwesengesetz um sog. „Kryptowerte“, ordnet sie gem. § 1 Abs. 11 Satz Nr. 10 KWG als Finanzinstrumente ein und definiert sie in § 1 Abs. 11 Satz 4 KWG. So wird das Kreditwesengesetz in der Fassung der Bekanntmachung vom 9. September 1998 (BGBl. I S. 2776), das zuletzt durch Artikel 8 des Gesetzes vom 25. März 2019 (BGBl. I S. 357) geändert worden ist, dergestalt geändert, dass ein neuer Abschnitt eingefügt wird. Dieser lautet wie folgt:
„Kryptowerte im Sinne dieses Gesetzes sind digitale Darstellungen eines Wertes, der von keiner Zentralbank oder öffentlichen Stelle emittiert wurde oder garantiert wird und nicht den gesetzlichen Status einer Währung oder von Geld besitzt, aber von natürlichen oder juristischen Personen aufgrund einer Vereinbarung oder tatsächlichen Übung als Tausch- oder Zahlungsmittel akzeptiert wird oder Anlagezwecken dient und der auf elektronischem Wege übertragen, gespeichert und gehandelt werden kann. Keine Kryptowerte im Sinne dieses Gesetzes sind 1. E-Geld im Sinne des § 1 Absatz 2 Satz 3 des Zahlungsdiensteaufsichtsgesetzes oder 2. ein monetärer Wert, der die Anforderungen des § 2 Absatz 1 Nummer 10 des Zahlungsdiensteaufsichtsgesetzes erfüllt oder nur für Zahlungsvorgänge nach § 2 Absatz 1 Nummer 11 des Zahlungsdiensteaufsichtsgesetzes eingesetzt wird.“
Zielsetzung der Richtlinie war es, Dienstleistungen rund um „virtuelle Währungen“ geldwäscherechtlich zu regulieren. Der nationale Gesetzgeber nahm „Kryptowerte“ in den Katalog der Finanzinstrumente auf.
Im selben Gesetz findet sich eine europaweit einmalige Formulierung zum Thema, wer diese Kryptowerte verwahren darf – die Kryptoverwahrer.

## Systematik
Kryptowerte können grundsätzlich in solche Werte unterteilt werden, die als Zahlungsmittel gedacht sind (Kryptowährungen, auch Coins genannt) und solche, die andere Zwecke erfüllen. Je nach Ausgestaltung werden Kryptowerte rechtlich unterschiedlich eingestuft werden, bspw. als Wertpapiere, Finanzinstrumente oder Vermögensanlagen.
Der Begriff Token bezeichnet einen Kryptowert, der nicht die native Kryptowährung der jeweiligen Blockchain ist. Ein Token kann selbst eine Kryptowährung sein oder einen anderen Zweck erfüllen. Im Allgemeinen wird zwischen fungiblen und nicht fungiblen Tokens (NFTs) unterschieden.
Neben der Funktion als Zahlungsmittel können Kryptowerte auch als digitale Wertpapiere fungieren. Diese werden auch als Security Token oder Equity Token bezeichnet. Hierbei sind Rechte wie Gewinnanteile oder Stimmrechte mit dem Token verknüpft. Solche Wertpapiere können beispielsweise im Zuge eines Initial Coin Offerings herausgegeben werden, was jedoch eine Erlaubnispflicht mit sich ziehen kann.